# 協律郎
協律郎為中國古代文官官職名。協律郎職能通常為朝廷祭祀的輔佐官員，為基層編制之一，設置於太常寺的中央機構祭祀事務官署。
漢代稱協律都尉，漢武帝以李延年善新聲變曲，始置此官。晋改称协律校尉。北魏以後，各朝都設有協律郎。唐代為八品上，明代為正八品。吳元年（1367年），朱元璋置太常司，其屬有協律郎，召冷謙作為協律郎。在清朝之位階為正八品，屬樂部。1910年代，清朝滅亡後，該官職廢除。
隋唐五代时期，设有“试协律郎”的虚衔，拥有此头衔者不需要在京城承担协律郎的职责，而是在外地幕府任官。